# トーマス・グラヴェセン
トーマス・グラヴェセン（Thomas Gravesen、1976年3月11日 - ）は、デンマーク・ヴァイレ出身の元サッカー選手。現役時代のポジションはミッドフィールダーで、デンマーク代表であった。
ドイツのハンブルガーSV、イングランドのエヴァートンFCなどを経て、2005年にはスペインのレアル・マドリードに移籍。その後、スコットランドのセルティックFCに所属していた2008年に現役引退した。
1998年8月にデンマーク代表デビューし、2006年9月までに66試合に出場して5得点を挙げた。UEFA EURO 2000、2002 FIFAワールドカップ、UEFA EURO 2004に出場している。
テクニックがあり、優れたパス能力を持っているにもかかわらず、気性の荒さや激しいタックルで知られている。
弟のペテル・グラヴェセンはデンマーク国内やアイスランド、キプロスなどでプレーしたサッカー選手である。

## 来歴

### クラブ

#### 初期の経歴
ヴェイレに生まれ、1995年に地元のヴェイレBKからデビューした。スイーパーと守備的ミッドフィールダーのふたつのポジションをこなし、1996-97シーズンにリーグ2位となった後の1997年にドイツ・ドイツ・ブンデスリーガのハンブルガーSVに移籍した。ハンブルガーSVでは公式戦通算94試合に出場して6得点を挙げた。

#### エヴァートンFC
UEFA EURO 2000終了後、イングランド・プレミアリーグのエヴァートンFCに移籍し、すぐにファンのお気に入りの選手となった。攻撃的ミッドフィールダーとして起用され、プレミアリーグのトップクラブを目指すエヴァートンFCの中心選手としてプレーした。

#### レアル・マドリード
エヴァートンFCとの契約は2005年夏までであったが、2005年1月14日、移籍金250万ポンドでスペイン・リーガ・エスパニョーラのレアル・マドリードに移籍し、中盤の低い位置にできた穴を埋めるという、エヴァートンFC時代より難しい役割を任せられた。移籍して間もない2月7日、RCDエスパニョール戦 (4-0) で移籍後初得点を挙げたが、シーズン終了後に加入したパブロ・ガルシアにポジションを奪われ控えに降格した。荒っぽいプレースタイルはファンから非難され、さらに2005年12月にはグラヴェセンを獲得したヴァンデルレイ・ルシェンブルゴ監督とアリゴ・サッキスポーツディレクターが解任されたため、2006年1月にはマンチェスター・ユナイテッドFCなどへの移籍を示唆した。
新たに就任したフアン・ラモン・ロペス・カロ監督はグラヴェセンを構想に入れ、採用した4-1-4-1フォーメーションの中盤の底のレギュラーとして起用された。しかし、シーズン終盤に向かうにつれて、再びベンチが定位置となり、2006年5月には数多くのクラブが獲得に興味を示した。2006年8月には、練習中にロビーニョに危険なタックルを仕掛けたことがきっかけで乱闘となった。この一件が尾を引いて放出が噂されるようになり、イングランドのニューカッスル・ユナイテッドFC やスコットランドのセルティックFC などが獲得に興味を示した。

#### セルティックFC
2006年8月28日にはグラスゴーでメディカルチェックを受け、8月30日にセルティックFCと3年契約を結んだ。契約には4年目の延長オプションが付けられており、移籍金は200万ポンドと推測されている。メディカルチェックで問題が見つかったという誤った噂が流れ、ニューカッスル・ユナイテッドFCが移籍市場の終了直前に強奪するのではないかという、セルティックFCと契約するのかどうか不確かな期間もあった。2000年以来、常にデンマーク代表に招集されていたが、9月15日、クラブでのプレーに集中するためにデンマーク代表からの引退を発表した。9月23日、レンジャーズFCとのオールドファームで移籍後初得点を挙げ、11月12日のセント・ミレンFC戦 (3-1) ではプロキャリア初のハットトリックを達成した。シーズン序盤は好調だったが、やがてオランダ人選手のエヴァンデル・スノにポジションを奪われた。2007年4月、ゴードン・ストラカン監督はグラヴェセンがイングランドのサンダーランドAFCに移籍するかもしれないという噂を否定した。しかし5月には、グラヴェセンがポジションを取り戻す努力を怠っていることに失望していると断言した。
2007年8月29日、エヴァートンFCに1年間の契約でレンタル移籍した。エヴァートンFC復帰後最初の試合はリーボック・スタジアムで行われたボルトン・ワンダラーズFC戦 (2-1) であり、この試合に途中出場した。UEFAカップグループリーグのAEL 1964戦ではヴィクター・アニチェベの得点をアシストした。2007-08シーズン最終戦後、エヴァートンFCのデヴィッド・モイーズ監督はグラヴェセンとの契約を更新する気がないと明言し、セルティックFCに復帰した。2008年8月18日、セルティックFCとグラヴェセンは契約解除で合意した。
セルティックFCを離れてから移籍先を探していたが、新しいクラブが見つからなかったことから、2009年1月27日に現役引退を発表した。しかし、2009年9月12日にはフォー・フォー・ツーのインタビューにて、現役復帰の可能性について数多くのクラブからアプローチがあると発言もしていたが、その後も現役復帰することはなかった。

### 代表
1998年8月19日、チェコとの親善試合 (0-1) でデンマーク代表デビューした。
2000年にはボー・ヨハンソン監督によって「精神の安定を欠いている」と指摘されたが、UEFA EURO 2000の出場メンバーに選ばれた。エヴァートンFC在籍中はモアテン・オルセン監督がグラヴェセンを手厚く支え、2002 FIFAワールドカップやUEFA EURO 2004ではデンマーク代表の中心選手のひとりとしてプレーしている。
2002 FIFAワールドカップ・ヨーロッパ予選のアイスランド戦 (6-0) では代表初得点を含む2得点を奪い、ボクサーのマイク・タイソンがデンマーク滞在中にグラヴェセンのユニフォームを着て過ごしたほどの強い印象を与えた。
日本と韓国で共催された2002 FIFAワールドカップでは中盤でスティグ・テフティンとコンビを組んで全4試合に出場し、デンマーク代表の中の最優秀選手に選ばれた。練習中にはふたりで示し合わせてチームメイトのイェスパー・グレンケアをからかい、その悪童ぶりを証明している。
UEFA EURO 2004本大会では、予選から続いた出場停止処分のためにグループリーグ最初の1試合を欠場したが、残りの3試合にはすべて出場した。
2006年9月、セルティックFCでのプレーに専念するために代表から引退することを発表した。

### 引退後
母国デンマークの金融市場で現役時代に得たサラリーを元手にした投資に成功し、投資家として現在はラスベガスに在住している。

## 所属クラブ
- 1995-1997  ヴェイレBK
- 1997-2000  ハンブルガーSV
- 2000-2005.1 エヴァートンFC
- 2005.1-2006  レアル・マドリード
- 2006-2008  セルティックFC

2007-2008 → エヴァートンFC（レンタル移籍）

## 個人成績
| クラブ成績     | クラブ成績         | クラブ成績               | リーグ | リーグ | カップ           | カップ           | リーグ杯 | リーグ杯 | 国際大会   | 国際大会   | 通算 | 通算 |
| シーズン       | クラブ             | リーグ                   | 出場   | 得点   | 出場             | 得点             | 出場     | 得点     | 出場       | 得点       | 出場 | 得点 |
| デンマーク     | デンマーク         | デンマーク               | リーグ | リーグ | DBU杯            | DBU杯            | リーグ杯 | リーグ杯 | ヨーロッパ | ヨーロッパ | 通算 | 通算 |
| -------------- | ------------------ | ------------------------ | ------ | ------ | ---------------- | ---------------- | -------- | -------- | ---------- | ---------- | ---- | ---- |
| 1995-96        | ヴェイレBK         | スーペルリーガ           | 28     | 2      |                  |                  |          |          |            |            |      |      |
| 1996-97        | ヴェイレBK         | スーペルリーガ           | 30     | 8      |                  |                  |          |          |            |            |      |      |
| ドイツ         | ドイツ             | ドイツ                   | リーグ | リーグ | DFBポカール      | DFBポカール      | リーグ杯 | リーグ杯 | ヨーロッパ | ヨーロッパ | 通算 | 通算 |
| 1997-98        | ハンブルガーSV     | ブンデスリーガ           | 26     | 2      |                  |                  |          |          |            |            |      |      |
| 1998-99        | ハンブルガーSV     | ブンデスリーガ           | 22     | 3      |                  |                  |          |          |            |            |      |      |
| 1999-00        | ハンブルガーSV     | ブンデスリーガ           | 26     | 1      |                  |                  |          |          |            |            |      |      |
| イングランド   | イングランド       | イングランド             | リーグ | リーグ | FAカップ         | FAカップ         | FLカップ | FLカップ | ヨーロッパ | ヨーロッパ | 通算 | 通算 |
| 2000-01        | エヴァートンFC     | プレミアリーグ           | 32     | 2      |                  |                  |          |          |            |            |      |      |
| 2001-02        | エヴァートンFC     | プレミアリーグ           | 25     | 2      |                  |                  |          |          |            |            |      |      |
| 2002-03        | エヴァートンFC     | プレミアリーグ           | 33     | 1      |                  |                  |          |          |            |            |      |      |
| 2003-04        | エヴァートンFC     | プレミアリーグ           | 30     | 2      |                  |                  |          |          |            |            |      |      |
| 2004-05        | エヴァートンFC     | プレミアリーグ           | 21     | 4      |                  |                  |          |          |            |            |      |      |
| スペイン       | スペイン           | スペイン                 | リーグ | リーグ | 国王杯           | 国王杯           | リーグ杯 | リーグ杯 | ヨーロッパ | ヨーロッパ | 通算 | 通算 |
| 2004-05        | レアル・マドリード | ラ・リーガ               | 17     | 1      |                  |                  |          |          | 2          | 0          |      |      |
| 2005-06        | レアル・マドリード | ラ・リーガ               | 17     | 0      |                  |                  |          |          |            |            |      |      |
| スコットランド | スコットランド     | スコットランド           | リーグ | リーグ | スコットランド杯 | スコットランド杯 | リーグ杯 | リーグ杯 | ヨーロッパ | ヨーロッパ | 通算 | 通算 |
| 2006-07        | セルティックFC     | スコティッシュ・プレミア | 22     | 6      |                  |                  |          |          |            |            |      |      |
| イングランド   | イングランド       | イングランド             | リーグ | リーグ | FAカップ         | FAカップ         | FLカップ | FLカップ | ヨーロッパ | ヨーロッパ | 通算 | 通算 |
| 2007-08        | エヴァートンFC     | プレミアリーグ           | 8      | 0      |                  |                  |          |          |            |            |      |      |
| スコットランド | スコットランド     | スコットランド           | リーグ | リーグ | スコットランド杯 | スコットランド杯 | リーグ杯 | リーグ杯 | ヨーロッパ | ヨーロッパ | 通算 | 通算 |
| 2008-09        | セルティックFC     | スコティッシュ・プレミア | 0      | 0      |                  |                  |          |          |            |            |      |      |
| 通算           | デンマーク         | デンマーク               | 58     | 10     |                  |                  |          |          |            |            |      |      |
| 通算           | ドイツ             | ドイツ                   | 74     | 6      |                  |                  |          |          |            |            |      |      |
| 通算           | イングランド       | イングランド             | 149    | 11     |                  |                  |          |          |            |            |      |      |
| 通算           | スペイン           | スペイン                 | 34     | 1      |                  |                  |          |          |            |            |      |      |
| 通算           | スコットランド     | スコットランド           | 22     | 6      |                  |                  |          |          |            |            |      |      |
| 総通算         | 総通算             | 総通算                   | 337    | 34     |                  |                  |          |          |            |            |      |      |

## 代表歴

### 出場大会
- デンマーク代表
  - 2002 FIFAワールドカップ

### 試合数
- 国際Aマッチ 66試合 5得点（1998年-2006年）[20]

| デンマーク代表 | 国際Aマッチ | 国際Aマッチ |
| 年             | 出場        | 得点        |
| -------------- | ----------- | ----------- |
| 1998           | 3           | 0           |
| 1999           | 2           | 0           |
| 2000           | 8           | 0           |
| 2001           | 6           | 2           |
| 2002           | 12          | 0           |
| 2003           | 10          | 3           |
| 2004           | 11          | 0           |
| 2005           | 8           | 0           |
| 2006           | 6           | 0           |
| 通算           | 66          | 5           |

### 得点
| # | 日時          | 場所                   | 相手           | スコア | 結果 | 大会                                    |
| - | ------------- | ---------------------- | -------------- | ------ | ---- | --------------------------------------- |
| 1 | 2001年10月6日 | コペンハーゲン         | アイスランド   | 3-0    | 6-0  | 2002 FIFAワールドカップ・ヨーロッパ予選 |
| 2 | 2001年10月6日 | コペンハーゲン         | アイスランド   | 4-0    | 6-0  | 2002 FIFAワールドカップ・ヨーロッパ予選 |
| 3 | 2003年3月29日 | ブカレスト             | ルーマニア     | 2-2    | 5-2  | UEFA EURO 2004予選                      |
| 4 | 2003年4月30日 | コペンハーゲン         | ウクライナ     | 1-0    | 1-0  | 親善試合                                |
| 5 | 2003年6月11日 | ルクセンブルク・シティ | ルクセンブルク | 2-0    | 2-0  | UEFA EURO 2004予選                      |

## タイトル
- セルティックFC
  - スコティッシュ・プレミアリーグ (1) : 2006-2007